# Sant Martí de Romadriu
Sant Martí de Romadriu és una església sufragània de Sant Esteve de Montenartró al poble de Romadriu, en el terme municipal de Llavorsí, a la comarca del Pallars Sobirà. És a la part nord del petit poble de Romadriu. És, de fet, una església dins d'una altra: l'antiga, més gran, és en ruïnes, i, dintre seu, s'ha construït la petita capella que ara serveix d'església del poble.

## Descripció
Petita capella de planta rectangular amb capçalera poligonal a llevant i porta d'arc lleugerament rebaixat al costat del migdia. Cobreix la nau un llosat de llicorella a dues aigües. Els paraments són de pedra pissarrosa sense retocar. A ponent s'aixeca una petita espadanya d'arc únic.

## Història
Església depenent de la de Montenartró. L'església de Sant Martí de Romadriu és ja citada a l'acta de consagració de la Seu d'Urgell del 839.